# Value at Risk
Der Value at Risk (kurz: VaR) ist ein Risikomaß aus dem Finanzwesen. Es handelt sich dabei um das {\displaystyle (1-\alpha )}-Quantil der Verlustfunktion. Hierbei wird {\displaystyle 1-\alpha } als Konfidenzniveau bezeichnet. Der Value at Risk ist somit der kleinstmögliche Verlustbetrag, welcher mit Wahrscheinlichkeit größer oder gleich {\displaystyle 1-\alpha } nicht überschritten wird. Im Falle einer stetigen und streng monoton steigenden Verlustfunktion entspricht der VaR gerade dem Verlustbetrag, welcher mit Wahrscheinlichkeit {\displaystyle \alpha } überschritten wird.

## Allgemeines
Der Value at Risk ist das am weitesten verbreitete Risikomaß im Finanzsektor. Mittlerweile wird er auch außerhalb des Finanzsektors zur Risikomessung eingesetzt.
Angenommen, die Verlustfunktion ist stetig. Dann bedeutet ein Value at Risk von 10 Mio. EUR bei einer Haltedauer von einem Jahr und einem Konfidenzniveau von 99 %, dass der Verlust der betrachteten Risikoposition nach einem Jahr mit einer Wahrscheinlichkeit von lediglich 1 % den Betrag von 10 Mio. EUR überschreiten wird.

## Definition
Der VaR zum Konfidenzniveau {\displaystyle 1-\alpha } ist das {\displaystyle (1-\alpha )}-Quantil der Verlustfunktion, welche die negative Wertveränderung einer Risikoposition über eine fixierte Zeitspanne, die in diesem Zusammenhang Haltedauer heißt, misst. Der VaR ist also ein Maß für das Verlustrisiko.
Die Zufallsvariable {\displaystyle X} beschreibe die Verlustfunktion des Portfolios über den betrachteten Zeitraum. Ein Verlust ist in der Verlustfunktion positiv, ein Gewinn negativ. Die zugehörige Verteilungsfunktion sei mit {\displaystyle F_{X}} bezeichnet. Der VaR zu einem gegebenen Konfidenzniveau {\displaystyle 1-\alpha } wird dann wie folgt anhand der verallgemeinerten inversen Verteilungsfunktion (Quantilfunktion) definiert:
{\displaystyle \mathrm {VaR} _{1-\alpha }[X]=F_{X}^{-1}(1-\alpha )=\inf {\big \{}x\in \mathbb {R} :F_{X}(x)\geq 1-\alpha {\big \}}}.
Man kann den VaR auch über die Gewinnfunktion an Stelle der Verlustfunktion definieren: Die Zufallsvariable {\displaystyle Y:=-X} beschreibe die Gewinnfunktion des Portfolios über den betrachteten Zeitraum und die zugehörige Verteilungsfunktion sei mit {\displaystyle F_{Y}} bezeichnet. Der VaR zum Konfidenzniveau {\displaystyle 1-\alpha } ist dann gegeben durch
{\displaystyle \mathrm {VaR} _{1-\alpha }[X]=-\inf {\big \{}y\in \mathbb {R} :F_{Y}(y)>\alpha {\big \}}}.
Falls die Verteilungsfunktion von {\displaystyle X} (und damit auch die von {\displaystyle Y}) stetig und streng monoton ist, gilt
{\displaystyle \mathrm {VaR} _{1-\alpha }[X]=-\mathrm {VaR} _{\alpha }[Y]=-F_{Y}^{-1}(\alpha )}.

## Eigenschaften
Der VaR ist monoton im Konfidenzniveau, es gilt also
{\displaystyle 1-\alpha <1-\alpha '\implies \mathrm {VaR} _{1-\alpha }[X]\leq \mathrm {VaR} _{1-\alpha '}[X]\;.}
Ein höheres Konfidenzniveau führt also zu einem höheren oder – in Spezialfällen – gleichhohen VaR.
Als Risikomaß wird der VaR zum Vergleich verschiedener Verlustverteilungen eingesetzt. Der VaR besitzt als Risikomaß folgende Eigenschaften:
- Der VaR ist monoton bezüglich der stochastischen Dominanz, aus

{\displaystyle X\leq _{\mathrm {st} }X',\quad {\text{das heißt}}\ F_{X}(t)\geq F_{X'}(t)\ {\text{für alle}}\ t\in \mathbb {R} },
folgt
{\displaystyle \mathrm {VaR} _{1-\alpha }[X]\leq \mathrm {VaR} _{1-\alpha }[X']}.
- Der VaR ist translationsinvariant, d. h.

{\displaystyle \mathrm {VaR} _{1-\alpha }[b+X]=b+\mathrm {VaR} _{1-\alpha }[X],\quad b\in \mathbb {R} }
- Der VaR ist positiv homogen, d. h.

{\displaystyle \mathrm {VaR} _{1-\alpha }[cX]=c\mathrm {VaR} _{1-\alpha }[X],\quad c\geq 0}
- Der VaR ist im Allgemeinen nicht subadditiv. Der VaR ist aber subadditiv bei Beschränkung auf bestimmte Sicherheitsniveaus und auf bestimmte Klassen von Wahrscheinlichkeitsverteilungen, z. B Normalverteilungen. Wenn beispielsweise die Zufallsvariablen {\displaystyle X_{1}}, {\displaystyle X_{2}} und {\displaystyle X_{1}+X_{2}} normalverteilt sind, dann gilt

{\displaystyle \mathrm {VaR} _{1-\alpha }[X_{1}+X_{2}]\leq \mathrm {VaR} _{1-\alpha }[X_{1}]+\mathrm {VaR} _{1-\alpha }[X_{2}]\quad {\text{für }}\ 1/2\leq 1-\alpha <1.}
Eine längere Haltedauer führt bei Marktrisikomodellen in der Regel zu einem höheren VaR als Folge der unterstellten Annahme der Random-Walk-Theorie oder einer vergleichbaren Annahme. Dies  ist keine formale Eigenschaft des VaR, sondern des unterstellten stochastischen Modells, vgl. dazu  die beiden letzten Beispiele im folgenden Abschnitt.

## Beispiele
- Ist {\displaystyle X} eine normalverteilte Verlustvariable mit dem Erwartungswert {\displaystyle \mu } und der Standardabweichung {\displaystyle \sigma }, dann gilt

{\displaystyle \operatorname {VaR} _{1-\alpha }[X]=\mu +z_{1-\alpha }\sigma ,\quad 0<\alpha <1\;,}
wobei {\displaystyle z_{1-\alpha }} das {\displaystyle (1-\alpha )}-Quantil der Standardnormalverteilung bezeichnet. Es gilt {\displaystyle z_{1-\alpha }=\Phi ^{-1}(1-\alpha )}, wobei {\displaystyle \Phi } die Verteilungsfunktion der Standardnormalverteilung bezeichnet.
- Für eine lognormalverteilte Verlustvariable {\displaystyle X\sim {\mathcal {LN}}(\mu ,\sigma ^{2})} gilt

{\displaystyle \operatorname {VaR} _{1-\alpha }[X]=\mathrm {e} ^{\mu +z_{1-\alpha }\sigma },\quad 0<\alpha <1\;.}
- Für eine auf dem Intervall{\displaystyle [a,b]} stetig gleichverteilte  Verlustvariable gilt

{\displaystyle \operatorname {VaR} _{1-\alpha }[X]=a+(b-a)(1-\alpha ),\quad 0<\alpha <1\;.}
- Für eine auf den {\displaystyle m} Stellen {\displaystyle x_{1}<x_{2}<\cdots <x_{m}} diskret gleichverteilte Verlustvariable {\displaystyle X} mit {\displaystyle P(X=x_{i})={\tfrac {1}{m}}} für {\displaystyle i=1,\dots ,m} gilt

{\displaystyle \operatorname {VaR} _{1-\alpha }[X]={\begin{cases}x_{j}&{\text{für}}\ {\frac {j-1}{m}}<1-\alpha \leq {\frac {j}{m}},\quad j=1,\dots ,m-1\\x_{m}&{\text{für}}\ {\frac {m-1}{m}}<1-\alpha <1\end{cases}}\;.}
- Für die Verlustvariablen {\displaystyle X_{t}=\sum _{j=1}^{t}U_{j}} mit stochastisch unabhängigen und identisch normalverteilten Zufallsvariablen {\displaystyle U_{j}\sim {\mathcal {N}}(0,\sigma ^{2})} für {\displaystyle j=1,\dots ,t} gilt {\displaystyle X_{t}\sim {\mathcal {N}}(0,t\sigma ^{2})} und daher

{\displaystyle \operatorname {VaR} _{1-\alpha }[X_{t}]={\sqrt {t}}z_{1-\alpha }\sigma }.
Der sich daraus ergebende Zusammenhang
{\displaystyle \operatorname {VaR} _{1-\alpha }[X_{t}]={\sqrt {t}}\operatorname {VaR} _{1-\alpha }[X_{1}]}
wird als näherungsweise gültige Skalierungsformel auch in allgemeineren Zusammenhängen verwendet, um von einer Risikomaßzahl {\displaystyle \operatorname {VaR} _{1-\alpha }[X_{1}]}, die sich auf eine Periode bezieht, auf eine Risikomaßzahl {\displaystyle \operatorname {VaR} _{1-\alpha }[X_{t}]} zu schließen, die sich auf {\displaystyle t} Perioden bezieht.
- Für die Verlustvariablen {\displaystyle X_{t}=\sum _{j=1}^{t}U_{j}} mit stochastisch unabhängigen und identisch normalverteilten Zufallsvariablen {\displaystyle U_{j}\sim {\mathcal {N}}(\mu ,\sigma ^{2})} für {\displaystyle j=1,\dots ,t} gilt {\displaystyle X_{t}\sim {\mathcal {N}}(t\mu ,t\sigma ^{2})} und daher

{\displaystyle \operatorname {VaR} _{1-\alpha }[X_{t}]=t\mu +{\sqrt {t}}z_{1-\alpha }\sigma }.
Für {\displaystyle 1/2\leq 1-\alpha <1} gilt {\displaystyle z_{1-\alpha }\geq 0}. Für {\displaystyle \mu >0} und {\displaystyle 1/2\leq 1-\alpha <1} und für {\displaystyle \mu =0} und {\displaystyle 1/2<1-\alpha <1} ist {\displaystyle \operatorname {VaR} _{1-\alpha }[X_{t}]} positiv und nimmt mit wachsendem {\displaystyle t}. Für einen negativen {\displaystyle \mu }-Wert, der einer positiven Gewinnerwartung entspricht, und einen positiven {\displaystyle z_{1-\alpha }}-Wert, der einem Konfidenzniveau entspricht, das größer als 1/2 ist, haben die beiden Summanden einen gegenläufige Wirkung auf  {\displaystyle \operatorname {VaR} _{1-\alpha }[X_{t}]}.

## Anwendungsbereiche
Mit dem VaR kann man unterschiedliche Risikoarten messen. So kann das Risiko eines Aktienportfolios, eines Zinsportfolios oder auch eines Kreditportfolios mit Hilfe des VaR beschrieben werden, wobei die betriebswirtschaftliche Interpretation der Kennzahl immer die gleiche ist. Ebenso könnte für gemischte Portfolios, die aus mehreren verschiedenen Assetklassen zusammengesetzt werden, der VaR gemessen werden, sofern die gemeinsame Wahrscheinlichkeitsverteilung des gemischten Portfolios berechenbar ist. In der Praxis scheitert dies jedoch häufig daran, dass die Interdependenzen zwischen den verschiedenen Assetklassen nicht modelliert werden können (z. B. weil keine Korrelationskoeffizienten bekannt sind).

## Praktischer Einsatz des Value at Risk
Der VaR kann grundsätzlich für jedes stochastisch modellierbare Risiko angewendet werden. In der Praxis finden sich jedoch meist spezifische Anwendungen.

### Marktpreisrisikomodelle
Value-at-Risk-Modelle wurden ursprünglich zur Messung von Marktpreisrisiken entwickelt und haben für diesen Zweck als „Marktpreisrisikomodelle“ eine weite Verbreitung gefunden. Marktpreisrisikomodelle werden zur Risikomessung einzelner Handelsportfolios (siehe Handel) ebenso eingesetzt wie zur Risikomessung auf Gesamtbankebene, insbesondere zur Messung des Zinsänderungsrisikos. Allen Marktpreisrisikomodellen ist gemein, dass sie sich prinzipiell auf Risiken beziehen, die über entsprechende Instrumente mehr oder minder liquide an den Finanzmärkten handelbar sind.
Die verschiedenen Ansätze beruhen alle darauf,
- die für die Marktpreisrisiken eines Portfolios relevanten Treiber mit einem stochastischen Modell zu beschreiben und
- hieraus das Quantil der zukünftigen möglichen Wertänderungen des betrachteten Portfolios zu bestimmen.

Die Treiber des Marktpreisrisikos sind die den Portfoliowert bestimmenden Marktpreise, also Aktienkurse, Wechselkurse, Zinsen etc. (die sogenannten Risikofaktoren). Diese gehen mit den Schwankungsbreiten (Volatilität) zukünftiger Änderungen und den Zusammenhängen (Korrelation) zwischen den Änderungen verschiedener Risikofaktoren in die stochastische Modellierung ein. Die entsprechenden Werte für Schwankungsbreiten und Korrelationen werden normalerweise auf der Basis historischer Marktpreisänderungen geschätzt.
Mit Hilfe von Bewertungsmodellen und Informationen über die Portfoliozusammensetzung („Position“) müssen die Marktpreisänderungen dann in Portfoliowertänderungen umgerechnet werden. Die Bewertungsmodelle beschreiben den Zusammenhang zwischen Marktpreisen und den Werten der im Portfolio vorhandenen Finanzinstrumente; ein Beispiel ist die Barwertformel, die den Wert einer Anleihe in Abhängigkeit von den Marktzinsen angibt. Hierbei ist zu beachten, dass Marktpreisrisikomodellen normalerweise kein buchhalterischer, sondern ein marktpreisorientierter bzw. barwertiger Wertbegriff zugrunde liegt. Je nach Modellansatz erhält man aus diesem Schritt sofort das Quantil der Wertänderung, also den VaR, oder eine Verteilungsfunktion für Portfoliowertänderungen, aus der der VaR ermittelt werden kann.
Folgende Ansätze werden in der Praxis am häufigsten verwendet:
- Varianz-Covarianz-Ansatz: Dieser Begriff wird häufig synonym mit der korrekteren Bezeichnung „Delta-Normal-Ansatz“ verwendet und entspricht dem ursprünglichen VaR-Modell von J. P. Morgan. Die Stochastik der Risikofaktoren (Volatilitäten und Korrelationen) wird durch eine Kovarianzmatrix beschrieben, wobei man von multivariat normalverteilten Änderungen der Risikofaktoren ausgeht. Die Portfolioinformation fließt in Form von Sensitivitäten ein, d. h. den jeweils ersten Ableitungen des Portfoliowertes nach den Risikofaktoren. Da der Delta-Normal-Ansatz nur lineare Beziehungen zwischen Risikofaktoren und Marktpreisen abbilden kann, eignet er sich nicht für stark nichtlineare Finanzinstrumente wie Optionen. Sein Vorteil liegt darin, dass er einfach zu implementieren ist und eine einfache Analyse von Diversifikations- und Hedgeeffekten zwischen den Portfoliobestandteilen ermöglicht.
Ebenfalls unter den Varianz-Covarianz-Ansatz fallen der analytische Delta-Gamma-Ansatz und die Cornish-Fisher-Approximation, die die Berücksichtigung nichtlinearer Finanzinstrumente erlauben. Ein gemeinsamer Nachteil aller Varianz-Covarianz-Ansätze ist die Normalverteilungsannahme, die die zu beobachtende leptokurtische Verteilung („fat tails“, siehe Wölbung (Statistik)) von Marktpreisänderungen vernachlässigt.
- Mit Monte-Carlo-Simulation wird ein spezifischer Ansatz in Bezug auf Marktpreisrisikomodelle bezeichnet. Hierbei werden – normalerweise auf Basis der Kovarianzmatrix historischer Marktpreisänderungen – mehrere 1000 zufällige Marktpreisänderungen generiert und in Portfoliowertänderungen umgerechnet. Aus der so erzeugten Verteilung von Portfoliowertänderungen kann der VaR ermittelt werden. Im Unterschied zum Delta-Normal-Ansatz und der Delta-Gamma-Methode können so auch Finanzinstrumente mit stark nichtlinearem Auszahlungsprofil in die VaR-Berechnung einbezogen werden. Nachteilig sind der hohe Rechenaufwand und die üblicherweise auch hier verwendete Normalverteilungsannahme.
- Die Historische Simulation unterscheidet sich von den vorgenannten Ansätzen dadurch, dass sie kein parametrisiertes Modell der Risikofaktoren verwendet (daher auch „nichtparametrischer Ansatz“ im Gegensatz zu „parametrischen Ansätzen“ wie den beiden vorgenannten Methoden). Vielmehr werden historische Marktpreisänderungen direkt zur Bewertung des aktuellen Portfolios herangezogen.[1] Bei einem historischen Beobachtungszeitraum von beispielsweise 251 Tagen erhält man 250 Änderungen aller Risikofaktoren, die man über die Positionsinformation und die Bewertungsmodelle in 250 mögliche zukünftige Wertänderungen des aktuellen Portfolios umrechnet. Somit erhält man eine nichtparametrische Verteilungsfunktion der Portfoliowertänderungen, aus der man den VaR ablesen kann. Vorteile der historischen Simulation sind die einfache Implementierung, die einfache Aggregation von Risikozahlen über verschiedene Portfolios und EDV-Systeme hinweg und die Tatsache, dass keine Annahmen über die Verteilungsfunktion gemacht werden. Nachteilig sind eine gewisse Instabilität des Schätzers auf Grund der normalerweise geringen Anzahl der berechneten zukünftigen Portfoliowertänderungen und – zumindest theoretisch – die fehlende Subadditivität des berechneten VaRs.

#### Skalierung des Tages-VaR für abweichende Haltedauer
Bei Marktpreisrisiken wird häufig mit folgender Skalierung vom Eintages-VaR auf den Value-at-Risk zu einer längeren Haltedauer umgerechnet, bei der man vereinfachend voraussetzt, dass die eintägige Wertänderung normalverteilt mit Erwartungswert Null ist:
{\displaystyle \mathrm {VaR} _{1-\alpha }^{T}={\mathit {RP}}\cdot \sigma \cdot {\sqrt {T}}\cdot z_{1-\alpha }}
Dabei ist
- {\displaystyle {\mathit {RP}}} die Risikoposition (üblicherweise der aktuelle Marktwert der betrachteten Investition),
- {\displaystyle \sigma } die zugehörige Tagesvolatilität,
- {\displaystyle T} die zugehörige Haltedauer,
- {\displaystyle \alpha } die Wahrscheinlichkeit, dass der errechnete Verlust überschritten wird
- {\displaystyle z_{1-\alpha }} das {\displaystyle 1-\alpha }-Quantil der Standardnormalverteilung.

Beispiel: Eine Anlage von 100.000 Euro besitze normalverteilte Wertänderungen mit dem Erwartungswert Null, einer Tagesvolatilität von 5,8 % und eine Haltedauer von 5 Tagen. Für {\displaystyle \alpha =5\,\%} (Einseitige Betrachtung) ergibt sich:
{\displaystyle \mathrm {VaR} _{0,95}^{5}={100.000}\cdot 0{,}058\cdot {\sqrt {5}}\cdot 1{,}6449\approx 21.333{,}03}
Interpretation: Mit einer Wahrscheinlichkeit von 95 % wird ein Verlust von 21.333,03 Euro bei einer Haltedauer von 5 Tagen nicht überschritten.
Diese Skalierung setzt allerdings voraus, dass die täglichen Wertänderungen nicht nur normalverteilt sind, sondern zudem noch identisch und temporal unabhängig verteilt sind. Dies schließt zeitlich variierende Volatilität, zum Beispiel in Form von – an Finanzmärkten üblichen – GARCH-Effekten, aus. Um diese Phänomene zu berücksichtigen, muss das oben beschriebene Verfahren der Monte-Carlo-Simulation verwendet werden.

### Kreditrisikomodelle
Kreditrisikomodelle, die den Value-at-Risk-Ansatz verwenden, unterscheiden sich vor allem darin, wie die Verlustverteilung der Kredite modelliert wird. Im Wesentlichen gibt es folgende drei Modellarten:
- Ausfallmodelle (Default-Modelle) unterscheiden nur zwischen Ausfall bzw. Nicht-Ausfall eines Kredites. Die bekanntesten Berechnungsverfahren sind:
  - Die IRB-Formel nach Basel II.[4] Dieses Modell verwendet im Wesentlichen nur die Normalverteilung.
  - CreditRisk+ von Credit Suisse Financial Products.[5] Ausfälle werden mit Hilfe der Poisson-Verteilung modelliert. Die Korrelation der Ausfälle wird mittels der Gamma-Verteilung berücksichtigt. Somit ergibt sich in Summe eine negative Binomialverteilung.
  - Ratio calculandi periculi[6] bestimmt die Verlustverteilung unter Verwendung einer Verallgemeinerung der Binomialverteilung. Das Retailportfolio wird unter Anwendung des Satzes von Moivre-Laplace durch eine Normalverteilung approximiert. Systematische makroökonomische Aspekte werden durch Dekomposition der Ausfallwahrscheinlichkeiten modellseitig abgebildet.
- Migrationsmodelle (Mark-to-Market-Modelle) berücksichtigen nicht nur die Ausfälle, sondern auch die Wertänderung eines Kredites, wenn sich die Bonität des Schuldners verbessert oder verschlechtert. Die bekanntesten Berechnungsverfahren sind:
  - CreditMetrics von J.P. Morgan.[7] Die vielen verschiedenen Möglichkeiten, wie sich die Bonität einzelner Kunden verändern kann, werden mit dem Monte-Carlo-Verfahren berechnet.
  - Das Modell der Firma KMV. Der mögliche Ausfall eines Kredites wird über eine Put-Option modelliert. Der Wert dieser Option lässt sich über das Black-Scholes-Modell berechnen.
  - CreditPortfolioView der Firma McKinsey verwendet die Logistische Regression, um mit Hilfe von makroökonomischen Variablen die Ausfallswahrscheinlichkeiten zu berechnen.
- Spread-Modelle sind im Wesentlichen Marktrisikomodelle. Sie messen das Risiko, das sich aus der Veränderung der Marktmeinung zur Bonität eines Schuldner (Credit-Spread) ergibt. Zur Berechnung stehen dieselben Verfahren wie für die Marktrisikomodelle zur Verfügung.

Der Einsatz des Value at Risk zur Modellierung von Kreditrisiken weist anders als bei Marktrisiken folgende Probleme auf (ausgenommen sind hier die Spread-Modelle):
- Kreditbeziehungen gehen meist über Jahre und Ausfallsereignisse sind relativ selten. Damit ist historisches Datenmaterial für die Schätzung von statistischen Parametern oft unzureichend. Deshalb ist eine Qualitätskontrolle der Risikowerte über ein so genanntes Backtesting praktisch nicht möglich.
- Die Verlustverteilung eines Kreditportfolios ist nicht normalverteilt. Vielmehr handelt es sich im Regelfall um schiefe Verteilungen. Dies erschwert eine statistische Modellierung, da damit in seltenen Fällen auch sehr hohe Verluste auftreten können.

### Andere Anwendungen
Dem Marktpreisrisiko verwandt ist der Begriff des Tracking VaR. Im Gegensatz zum normalen Marktpreisrisiko gibt der Tracking VaR nicht das Quantil einer absoluten Portfoliowertänderung an, sondern das Quantil der Abweichung der Portfoliorendite relativ zu einer vorgegebenen Benchmark. Der Tracking VaR ist insbesondere in der Vermögensverwaltung von Bedeutung.
Auch für operationelle Risiken existieren stochastische Modelle, mit denen versucht wird, das Quantil zukünftiger Verluste aus Betriebsrisiken zu prognostizieren. Diese Modelle haben mit der Solvabilitätsverordnung und der darin geforderten Eigenkapitalunterlegung für operationelle Risiken bei Banken eine erhöhte Bedeutung erlangt (sogenannte AMA-Modelle, siehe unten).
Ein verbreiteter Ansatz ist dabei der sogenannte Verlustverteilungsansatz. Hierbei werden zwei Wahrscheinlichkeitsverteilungen verwendet:
- Die Häufigkeits- oder Frequenzverteilung gibt an, mit welcher Wahrscheinlichkeit jeweils eine bestimmte Anzahl Verlustereignisse aus operationellen Risiken in einem definierten Zeitraum (zum Beispiel ein Jahr) eintritt.
- Die Schadenshöhenverteilung gibt die Wahrscheinlichkeit an, dass ein gegebenes Ereignis einen Verlust in einer bestimmten Höhe verursacht.

Die beiden Verteilungen können aus historischen Daten geschätzt oder über Expertenschätzungen ermittelt werden. In einer Monte-Carlo-Simulation werden beide Verteilungen zu einer Gesamtschadensverteilung kombiniert, die die Wahrscheinlichkeiten angibt, dass im Prognosezeitraum die Summe aller Verluste eine bestimmte Höhe hat. Der VaR zum gewünschten Konfidenzniveau kann dann als das entsprechende Quantil aus dieser Verteilung abgelesen werden.

## Anwendungen

### Unternehmenssteuerung
Kreditinstitute nutzen das Instrument des Value at Risk zur täglichen Risikosteuerung und -überwachung, zur Ermittlung der Risikotragfähigkeit und zur Allokation von Eigenkapital über Geschäftsbereiche hinweg.
Insbesondere bei Marktpreisrisiken hat sich der VaR als Mittel zur täglichen Risikosteuerung und -überwachung etabliert. Er wird dabei weniger auf Ebene einzelner Händler oder Handelstische verwendet, sondern auf höher aggregierter Ebene. Dabei kommt zum Tragen, dass mit der VaR-Methodik einfach und transparent verschiedene Arten von Marktpreisrisiken aggregiert und vergleichbar gemacht werden können, so dass sich die Risikomessung und Risikolimitierung ganzer Handelsabteilungen stark auf eine einzelne Kennzahl stützen kann.
Bei der Ermittlung und Überwachung der Risikotragfähigkeit können die Ergebnisse verschiedener VaR-Modelle (für Marktpreisrisiken, Kreditrisiken etc.) aggregiert werden, um so ein Gesamtrisiko zu erhalten. Da es gegenwärtig kaum möglich ist, alle verschiedenen Risikoarten gemeinsam zu modellieren, müssen für die Korrelationen zwischen den Risikoarten normalerweise recht pauschale Annahmen getroffen werden. Dieses Gesamtrisiko wird einer Risikodeckungsmasse (normalerweise einer an das Eigenkapital angelehnten Größe) gegenübergestellt. Ist das Gesamtrisiko beispielsweise für das 99,95-%-Quantil und eine Haltedauer von einem Jahr berechnet und gerade durch die Risikodeckungsmasse abgedeckt, würde das in diesem Modell bedeuten, dass die Verluste aus allen Risiken über ein Jahr nur mit einer Wahrscheinlichkeit von 0,05 % über der Risikodeckungsmasse liegen und deshalb die Überlebenswahrscheinlichkeit der Bank für das nächste Jahr bei 99,95 % liegt. Die Bank kann dann ihr Risikoniveau so einstellen, dass die Überlebenswahrscheinlichkeit gerade ihrem Zielrating (vgl. Ratingagentur) entspricht. Wegen der Unsicherheiten in der Modellierung werden allerdings normalerweise zusätzliche Risikopuffer berücksichtigt.
Im Zuge der Eigenkapitalallokation können VaR-Modelle verwendet werden, um für einzelne Geschäftsbereiche Risikozahlen und damit Bedarf an Risikodeckungsmasse (Eigenkapital) zu ermitteln. Mit dem so zugeteilten Eigenkapital können den Geschäftsfeldern im Zuge der Geschäftsfeldrechnung Eigenkapitalkosten belastet werden und es können risikoadjustierte Erfolgsmaße (zum Beispiel RAROC oder EVA) bestimmt werden.

### Bankaufsichtliche Anwendung
(vgl. Bankenaufsicht)
Die im Zuge der KWG-Novelle 1998 vorgenommene Änderung des Grundsatz I erlaubte es deutschen Kreditinstituten erstmals, zur bankinternen Steuerung verwendete Value-at-Risk-Modelle auch zur Berechnung der bankaufsichtlichen Eigenmittelunterlegung für die Marktpreisrisiken des Handelsbuchs heranzuziehen. Der für die Eigenkapitalunterlegung berechnete VaR musste für eine Haltedauer von 10 Tagen und ein Konfidenzniveau von 99 % berechnet sein und auf einer historischen Beobachtungsdauer von mindestens 250 Handelstagen beruhen. Neben diesen quantitativen Anforderungen formulierte der Grundsatz I zahlreiche qualitative Anforderungen zur Einbindung in das Risikomanagementsystem der Bank, zur laufenden Überprüfung des VaR-Modells (sogenanntes Backtesting oder Rückvergleich) und zur Betrachtung von Krisenszenarien (Stresstests). Die Regelungen des Grundsatz I wurden im Wesentlichen unverändert in die Solvabilitätsverordnung übernommen.
Der Berechnungsformel für die Eigenkapitalunterlegung für Kreditrisiken gemäß Solvabilitätsverordnung liegt bei der Verwendung des IRB-Ansatzes auch ein VaR-Modell zu Grunde. Im IRB-Ansatz (IRB steht für „internal rating based approach“) benutzen Banken eigenentwickelte Risikoeinstufungsverfahren (Ratingverfahren), um bis zu drei Risikoparameter zu schätzen, die das Kreditrisiko der einzelnen Engagements beschreiben (im Basis-IRB-Ansatz ist dies die Ausfallwahrscheinlichkeit, im fortgeschrittenen IRB-Ansatz zusätzlich die Ausfallverlustquote und die Engagementshöhe bei Ausfall). Für die Umrechnung dieser Parameter in eine Eigenkapitalunterlegung gibt die Solvabilitätsverordnung eine Formel vor, die auf einem Kreditrisikomodell beruht (vgl. hierzu auch IRB-Formel).
Mit Inkrafttreten der Solvabilitätsverordnung müssen Banken erstmals auch operationelle Risiken (Betriebsrisiken) mit bankaufsichtlichem Eigenkapital unterlegen. Eine Methode der Eigenkapitalunterlegung ist dabei die Verwendung sogenannter fortgeschrittener Messansätze (AMA-Modelle von Advanced Measurement Approach). Diese stellen gewissermaßen ein VaR-Modell für operationelle Risiken dar. Mit diesen soll das 99,9-%-Quantil der Verteilung von Verlusten aus operationellen Risiken bei einem Betrachtungshorizont (entspricht der Haltedauer) von einem Jahr berechnet werden.
Allen drei Verfahren ist gemein, dass sie nur auf Antrag und mit Genehmigung durch die BaFin verwendet werden dürfen, wobei der Genehmigung normalerweise eine Prüfung durch die Bankenaufsicht vorausgeht.

## Schwächen
Das Value-at-Risk-Konzept besitzt Schwächen. Für Marktpreisrisikomodelle sind insbesondere folgende bedeutsam:
- Um über eine ausreichend große Datenbasis an historischen Beobachtungen zu verfügen, wird meist nur eine kurze Haltedauer (ein bis zehn Tage) für die Bestimmung der risikobestimmenden Marktpreisänderungen verwendet. Dadurch ist auch der Prognosehorizont des Value at Risk auf diese kurze Periode eingeschränkt. Durch Unterstellung einer passenden Verteilungsannahme (z. B. die Wurzel-T-Regel) kann zwar der Prognosehorizont rechnerisch erweitert werden, die Zuverlässigkeit des so errechneten Value-at-Risks hängt dann aber von der Gültigkeit der Verteilungsannahme ab.
- Das Value-at-Risk-Konzept setzt liquide Märkte voraus, das heißt Märkte, in denen sich die eigene Position ohne wesentlichen Einfluss auf den Marktpreis verkaufen oder absichern lässt (siehe Marktliquiditätsrisiko und Market Impact).

Allgemeine Schwachpunkte sind:
- Der Value at Risk ist ein nicht subadditives und damit kein kohärentes Risikomaß. Es ist also möglich, dass die Summe der VaR-Werte von Teilportfolios kleiner ist als der VaR-Wert des Gesamtportfolios. Mögliche Diversifikationseffekte, die das Risiko reduzieren könnten, werden also nicht immer berücksichtigt. Allerdings ist umstritten, ob Subadditivität in der Praxis wünschenswert ist.[9][10][11] Falls Subadditivität gewünscht ist, wäre der Expected Shortfall eine mögliche Option.
- Das Value-at-Risk-Konzept unterstellt (wie andere Prognosemethoden auch), dass sich Ereignisse in (naher) Zukunft verhalten werden wie sich die Ereignisse in der Vergangenheit verhalten haben. Diese Annahme ist vor allem dann falsch, wenn nach einer längeren ruhigen Phase eine Krisenphase entsteht. Um diesen Mangel zu beheben, werden ergänzend oft Stresstests berechnet.
- Häufig wird unkritisch davon ausgegangen, dass die zugrundeliegenden Daten normalverteilt sind. In der Praxis sind jedoch Extremereignisse oft häufiger zu beobachten, als dies die Normalverteilung nahelegt. Diese Schwachstelle kann behoben werden, wenn statt der Normalverteilung realitätsnähere Wahrscheinlichkeitsverteilungen verwendet werden.
- Der Value-at-Risk-Ansatz liefert konstruktionsbedingt keine Information über das durchschnittliche Schadensausmaß aller jenseits der Quantilgrenze liegenden ungünstigen Szenarien. Hierfür gibt es das Risikomaß Expected Shortfall, das gerade diesen Durchschnitt  betrachtet.
- Häufig wird als Nachteil des Value-at-Risk-Ansatzes angeführt, dass er nicht geeignet ist, den Maximalverlust zu bestimmen. Dieser Nachteil ist in der Praxis jedoch meist wenig relevant, da es normalerweise nicht zu den Zielen des Unternehmens gehört, den theoretisch möglichen Maximalverlust zu bestimmen oder zu steuern. Eine vollkommene Sicherheit kann es normalerweise nicht geben; ein rentables Unternehmen muss auch ein Mindestmaß an Risiko tragen. Eine praxisorientierte Risikomessung muss sich daher an Szenarien orientieren, die ein gewisses Mindestmaß an Eintrittswahrscheinlichkeit aufweisen.